# ポミエ (ロワール県)
ポミエ （Pommiers）は、フランス、オーヴェルニュ＝ローヌ＝アルプ地域圏、ロワール県のコミューン。

## 地理
県中部にあり、サンテティエンヌから41km離れており、フォレ地方の平原にある。

## 歴史
ポミエにおける人の定住の最古の痕跡は青銅器時代にさかのぼる。実際に、コミューンにおいてこの時代の墓が発掘されている。しかし、そこは現在の村落の場所ではなかった。
ガロ＝ローマ時代の村は、トラヤヌス帝時代にさかのぼる。この時代の遺跡は今でも見ることができる。軍隊の境界標、教会の主祭壇（サルコファガスを再利用したもの）、大理石製の石柱も教会で再利用されている。
修道士たちが初めてポミエに定住したのは9世紀である。彼らベネディクト会派修道士たちが、村に最初の教会であるサン・ジュリアン教会を建てた。この建物は現在住居として使われている。10世紀、修道士たちはクリュニー修道院の改革に従い、クリュニーの指導の下で繁栄した。彼らは現在のポミエの教会、サン・ピエール・エ・サン・ポール教会を建てた。百年戦争中の14世紀から15世紀に変わるころ、村は要塞と城壁に囲まれていた。村は古い州のフォレに属していた。
1789年、フランス革命とともに、修道士たちは小修道院から追放され、建物は没収され国有財産として売却された。様々なブルジョワ階級の家系が建物の主人となって、建物をシャトーに変えて暮らしていた。
1946年、カトリックの在俗献身者、マリー・テレーズ・ド・ロズモンはシャトーを購入し、引退した司祭たちを迎える会を創設した。しかし1990年代には、会はシャトーを維持する手段がなくなり、ロワール県議会に売却され、以降に修復が行われ、見学が可能になった。

## 人口統計
| 1962年 | 1968年 | 1975年 | 1982年 | 1990年 | 1999年 | 2007年 | 2014年 |
| ------ | ------ | ------ | ------ | ------ | ------ | ------ | ------ |
| 437    | 410    | 322    | 323    | 296    | 374    | 385    | 363    |

参照元:1962年から1999年までは複数コミューンに住所登録をする者の重複分を除いたもの。それ以降は当該コミューンの人口統計によるもの。1999年までEHESS/Cassini、2006年以降INSEE。

## ギャラリー

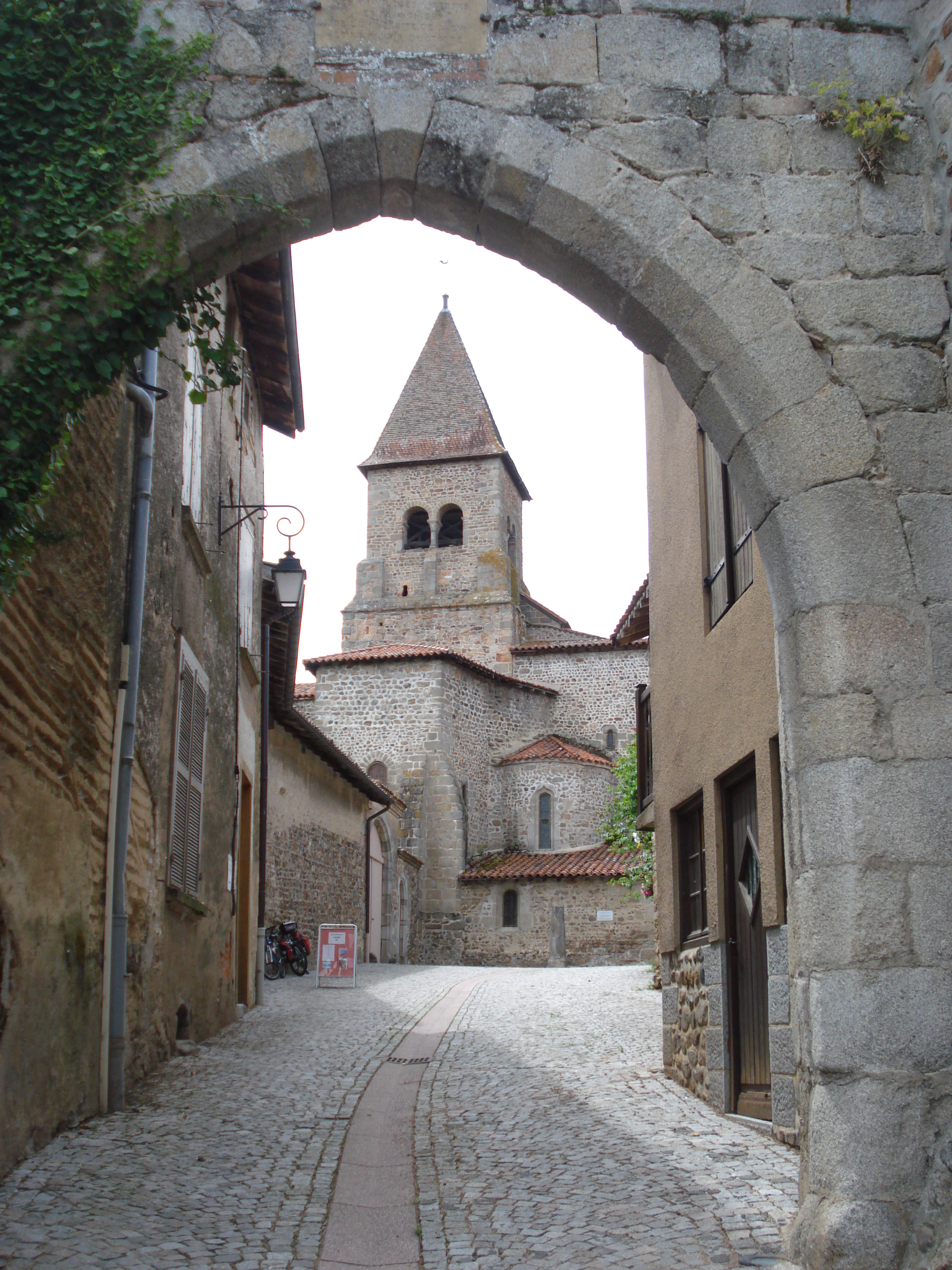
門と教会の塔
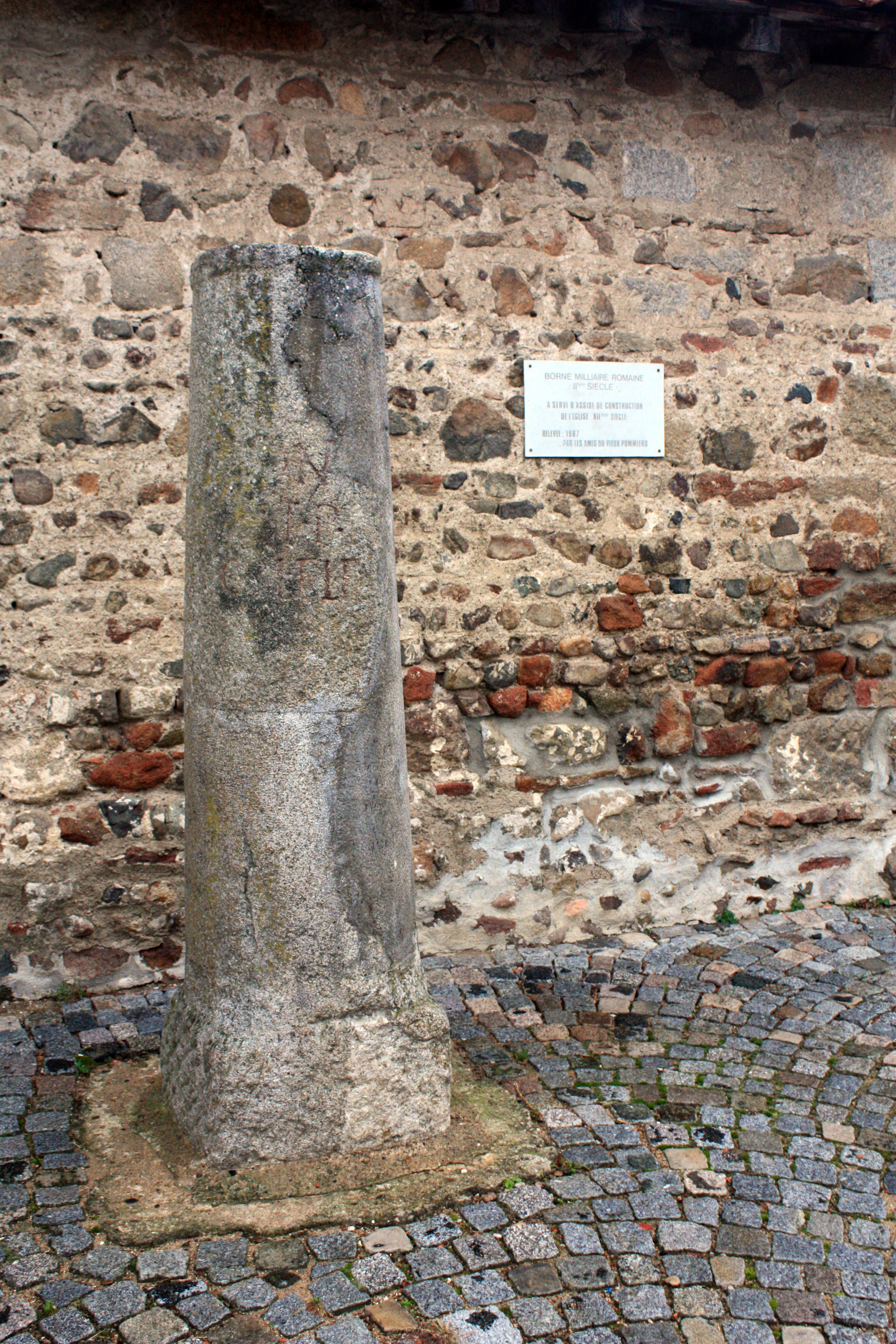
ローマ時代の境界標
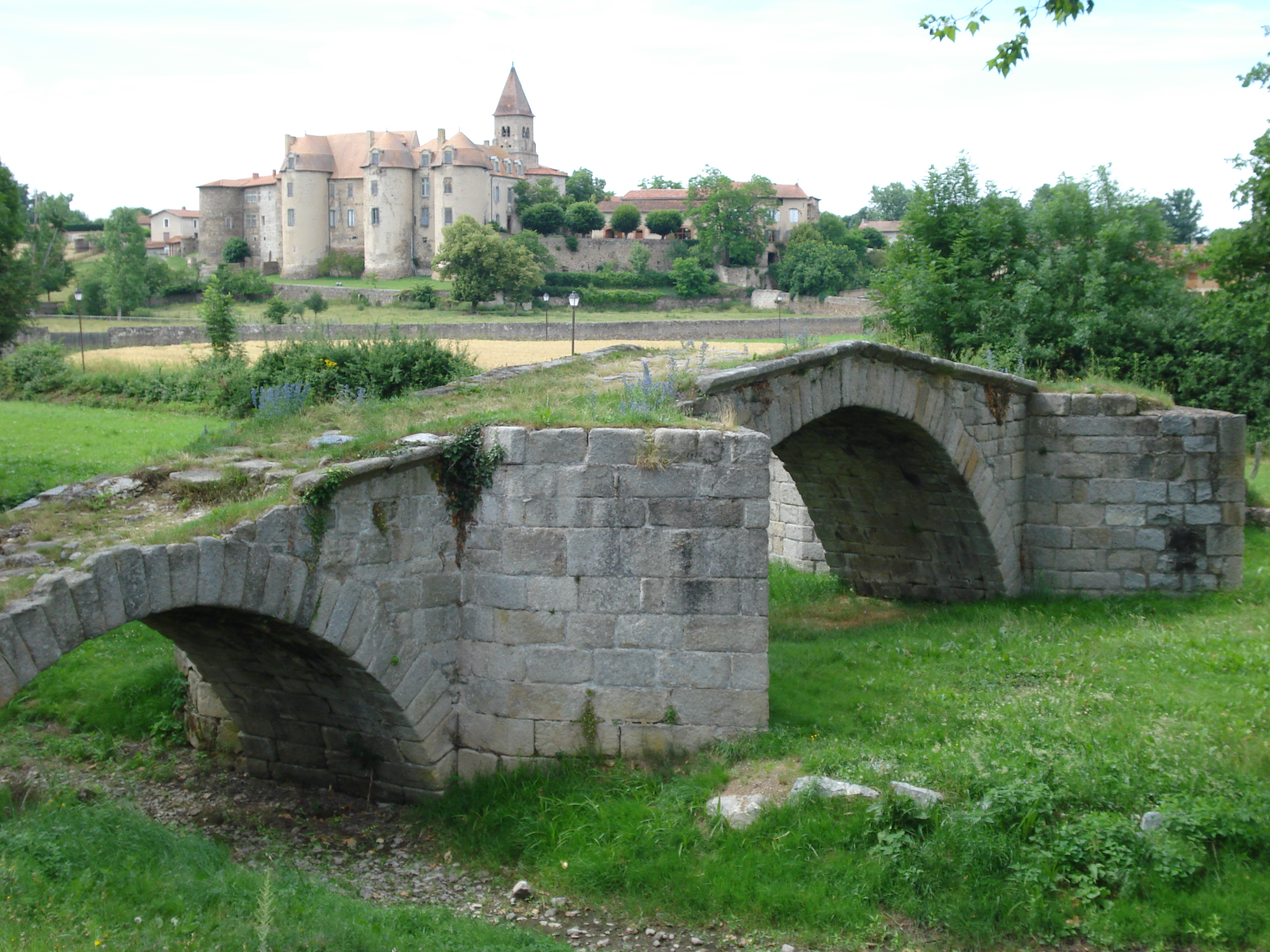
古い橋
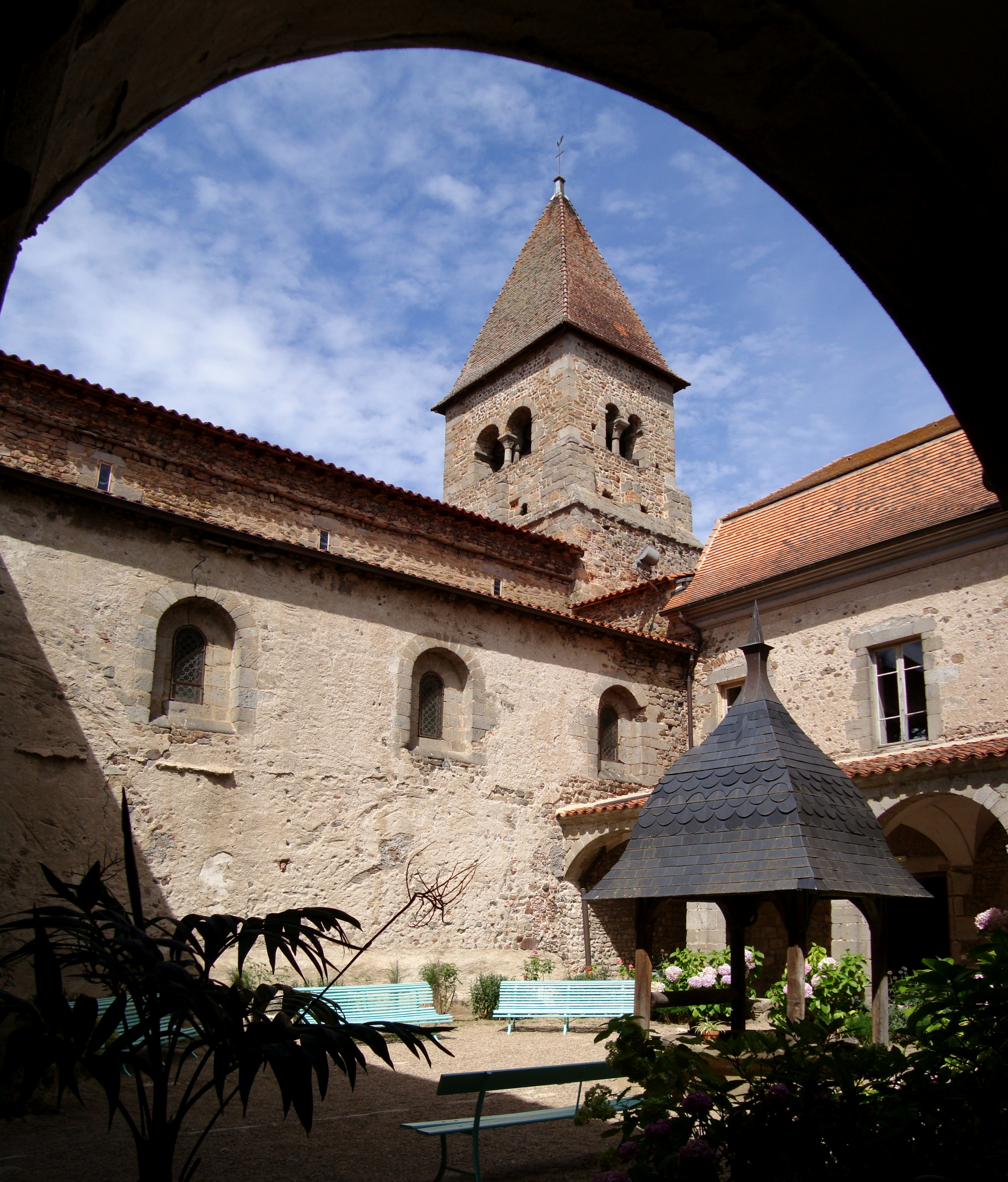
修道院の回廊